# Pedostibes maculatus
Pedostibes maculatus és una espècie d'amfibi que viu a Malàisia.